# Alphonsus Castermans
Alphonsus Maria Henricus Antonius Castermans (Maastricht, Países Baixos, 4 de abril de 1924 – 21 de abril de 2008) foi bispo auxiliar da Diocese de Roermond de 1982 a 1997.

## Carreira na Igreja
Castermans foi ordenado sacerdote em Roermond por Guillaume Lemmens em 10 de março de 1951. Foi capelão em Molenberg até 1958 na paróquia da Aparição da Imaculada Virgem e até 1972, reitor de um hospital católico em Sittard-Geleen. A partir de 1972 foi vigário-geral da diocese de Roermond. Como cônego, ele foi associado ao capítulo da catedral desde 1973.
Em 15 de janeiro de 1982, foi nomeado bispo auxiliar de Roermond e bispo titular de Skálholt. Em 13 de fevereiro de 1982, ele foi consagrado bispo por Joannes Gijsen.

Em 3 de maio de 1997, Castermans se aposentou e foi morar em Born, onde prestou assistência pastoral em uma casa de repouso. Ele morreu nesta mesma casa em 2008, aos 84 anos. Castermans era tio de um político do Partido Popular para a Liberdade e Democracia, Loek Hermans.